# Genera Orchidacearum
Genera Orchidacearum é uma coleção de seis livros sobre orquídeas de autoria do botânico inglês Alec M. Pridgeon, do do botânico e explorador inglês Phillip James Cribb, do também botânico inglês Mark Wayne Chase e do botânico e taxonomista dinamarquês Finn Nygaard Rasmussen.

## Conteúdo
Na série de livros Genera Orchidacearum é apresentada uma classificação que passou a ser referência do gênero de Orchidaceae para cientistas, criadores e produtores de orquídeas. Os autores são especialistas em orquídeas, e utilizam dados de DNA em uma classificação filogenética. Cada volume apresenta um estudo abrangente de uma ou duas subfamílias de orquídeas. Incluem nomenclatura completa, descrição, mapas com distribuição das plantas, anatomia, palinologia, citogenética, fitoquímica, filogenética, polinização, ecologia, usos econômicos e notas sobre cultivo. Todos os livros são ilustrados com desenhos e fotos coloridas.
No primeiro volume de Genera Orchidacearum, é apresentada uma introdução geral, descrevendo a história dos esforços dos cientistas e criadores de plantas para a criação uma classificação científica das orquídeas. Neste volume é apresentado também a descrições de cada uma das subfamílias Apostasioideae e Cypripedioideae, que compreendem cerca de 150 espécies em sete gêneros.
No volume dois, três das sete tribos encontradas na subfamília Orchidoideae-Orchideae, Diurideae e Diseae são descritas detalhadamente. Cada um dos 101 gêneros deste volume recebe tratamento separado.
Classificação de orquídeas com base na história evolutiva, determinada pela morfologia e pelos dados mais recentes do DNA. Este terceiro volume descreve os 105 gêneros restantes da subfamília Orchidoidae e todos os 15 gêneros da subfamília Vanilloidae. 
Em Genera Orchidacearum : Epidendroideae (Part 1) são apresentados os primeiros 210 gêneros da subfamília Epidendroideae, da família Orchidaceae.
O quinto volume da série apresenta 186 gêneros da tribo Cymbidieae da maior subfamília, Epidendroideae, incluindo orquídeas frequentemente usadas na hibridação.
Em Genera Orchidacearum: Epidendroideae (Part 3), último volume da série, são descritos 140 gêneros das tribos Dendrobieae e Vandeae.

## Relação dos livros da série
- Genera Orchidacearum : General Introduction, Apostasioideae, Cypripedioideae - Alec M. Pridgeon (Editor), Mark W. Chase (Editor), Phillip J. Cribb (Editor), Finn N. Rasmussen (Editor) (1999) ISBN 9780198505136 [2]
- Genera Orchidacearum : Orchidoideae (Part 1) - Alec M. Pridgeon (Editor), Mark W. Chase (Editor), Phillip J. Cribb (Editor), Finn N. Rasmussen (Editor) (2001) ISBN 9780198507109 [3]
- Genera Orchidacearum: Orchidoideae (Part 2), Vanilloideae - Alec M Pridgeon (Editor), Phillip J Cribb (Editor), Mark W Chase (Editor) (2003) ISBN 9780198507116 [4]
- Genera Orchidacearum : Epidendroideae (Part 1) - Alec M. Pridgeon (Editor), Mark W. Chase (Editor), Phillip J. Cribb (Editor), Finn N. Rasmussen (Editor) (2006) ISBN 9780198507123 [5]
- Genera Orchidacearum: Epidendroideae (Part 2) - Alec M. Pridgeon (Editor), Phillip Cribb (Editor), Mark W. Chase (Editor), Finn N. Rasmussen (Editor) (2009) ISBN 9780198507130 [6]
- Genera Orchidacearum: Epidendroideae (Part 3) - Alec M. Pridgeon (Editor), Phillip Cribb (Editor), Mark W. Chase (Editor), Finn N. Rasmussen (Editor) (2014) ISBN 9780199649517 [1]